# Színrebontott fájl
A színrebontott vagy színreszabott fájl a nyomdai anyagleadás egyik formátuma. A lényege, hogy a grafikus által elkészített és a megrendelő által elfogadott grafikai tervből olyan fájlt készít a grafikus, amely a nyomtatáskor használt színek kivonatait tartalmazza.
Ez többnyire a négy nyomdai alapszínt (CMYK) tartalmazza, de ha a kiadvány tartalmaz ún. direkt színeket (melyeket leggyakrabban a Pantone színskála alapján definiálnak a nyomdának), akkor ezek kivonatát is bele lehet illeszteni a kimeneti fájlba.
Lehetőség van arra is, hogy a kimeneti fájl készítésekor a használt Pantone színek helyett azokhoz közeli árnyalatok a négy alapszínből kerüljenek kikeverésre. Ilyenkor lényegesen olcsóbb lehet a nyomdai gyártás, mint direkt színes nyomás esetén.